# Hoshihananomia transsylvanica
Hoshihananomia transsylvanica este o specie de coleoptere din genul Hoshihananomia al familiei Mordellidae, care este parte a superfamiliei Tenebrionoidea. Această specie a fost descoperită în anul 1977.